# Zwergbirkenmoor bei Schafwedel
Das Zwergbirkenmoor bei Schafwedel ist ein Naturschutzgebiet im niedersächsischen Flecken Bad Bodenteich im Landkreis Uelzen.
Das Naturschutzgebiet mit dem Kennzeichen NSG LÜ 008 ist circa 2,7 Hektar groß. Es steht seit dem 5. Juni 1950 unter Naturschutz. Zuständige untere Naturschutzbehörde ist der Landkreis Uelzen.
Das Naturschutzgebiet liegt zwischen Bad Bodenteich und dem Ortsteil Schafwedel im Süden der Bodenteicher Seewiesen, einem Senkungsgebiet über dem Bodenteicher Salzstock. Es stellt einen Hochmoorrest mit einem Birkenwäldchen mit Vorkommen der Zwergbirke unter Schutz.
Im Norden und Süden wird das Naturschutzgebiet jeweils von einem Feldweg begrenzt. Im Norden schließt sich daran ein Graben an, der zum Schöpfwerkkanal führt. Im Süden fließt die Seehalsbeke randlich durch das Naturschutzgebiet. Beide Wasserläufe münden in Bad Bodenteich in die Aue, die in Stederdorf bei Wrestedt zur Stederau, einem Quellfluss der Ilmenau, wird.